# Neoregelia odorata
Neoregelia odorata är en gräsväxtart som beskrevs av Elton Martinez Carvalho Leme. Neoregelia odorata ingår i släktet Neoregelia och familjen Bromeliaceae. Inga underarter finns listade i Catalogue of Life.